# Беат из Лунгерна
Беат — святой отшельник из Лунгерна, считающийся покровителем Швейцарии. День памяти — 9 мая.
Известен также как Беат из Беатенберга (Beatus of Beatenberg), или Беат из Туна (Beatus of Thun).

## Житие
По преданию, св. Беат был сыном Шотландского короля. Согласно другим преданиям, он был из Ирландии. Св. Беат был крещён св. апостолом Варнавой в Англии. Предположительно он был рукоположён в сан священника св. апостолом «Несвятым» Петром в Риме, откуда был послан со своим спутником по имени Ахат (Achates) на проповедь племенам Гельвеции. Они остановились в Аргау (Aargau, Argovia) неподалёку от Юрских гор, где они обратили ко Господу многих местных жителей.
Затем св. Беат отправился на юг, в горы над озером Тун, где поселился в пещерах, ныне известных как Свято-Беатовы пещеры, расположенных неподалёку от села Беатенберг. По преданию он победил там дракона. Могила св. Беата располагается между монастырём и входом в пещеру. Считается, что св. Беат отошёл ко Господу, будучи весьма стар.

## Монастырь
Примерно в километре от пещер нынче расположен монастырь августинцев. Примерно один километр системы пещер освещён и доступен для посетителей.

## Почитание
Святого Беата почитают покровителем Швейцарии. Это почитание было широко распространено в Средние века и даже пережило эпоху реформации, когда сторонники Цвингли гнали паломников от пещер остриями копий. После этого периода мощи святого вместе с центром его почитания переместились в Лунгерн, полукантон Обвальден. Гора, на которой св. Беат подвизался до своей кончины, по-прежнему остаётся центром паломничества и носит его имя: Беатенберг (Beatenberg).

## Галерея

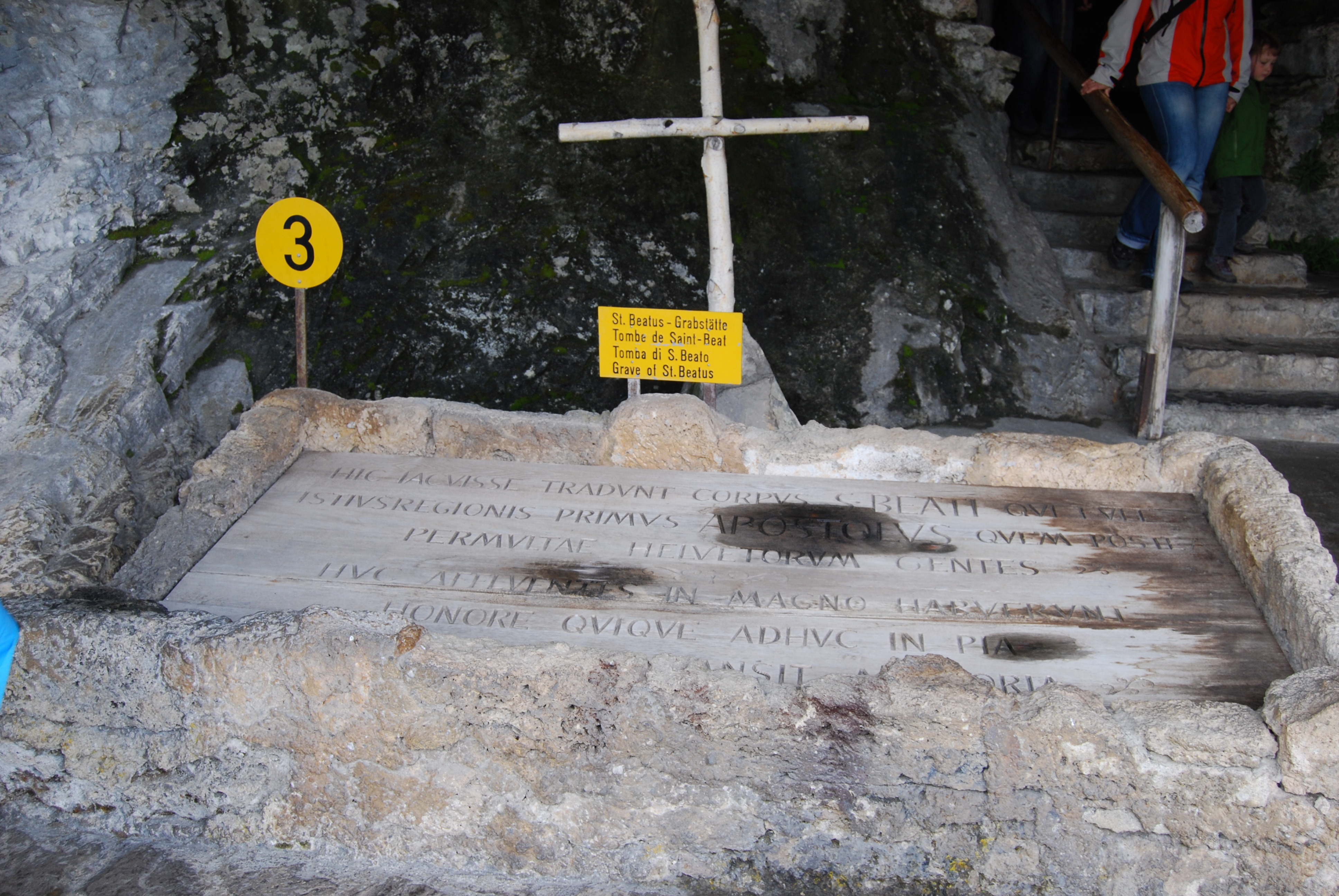
Могила св.Беата при входе в Беатовы пещеры, Беатенберг, Швейцария
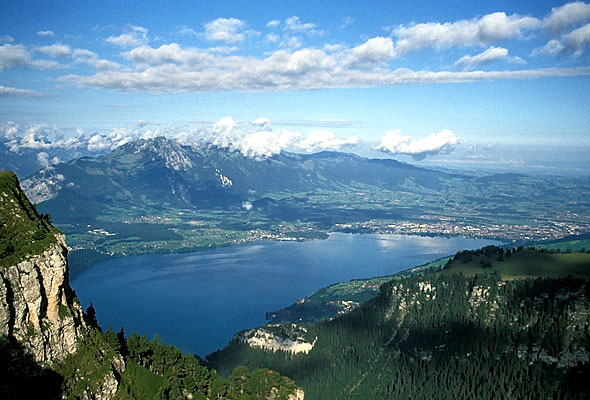
Озеро Тун и окрестные горы, где по преданию подвизался св. Беат и где он победил дракона
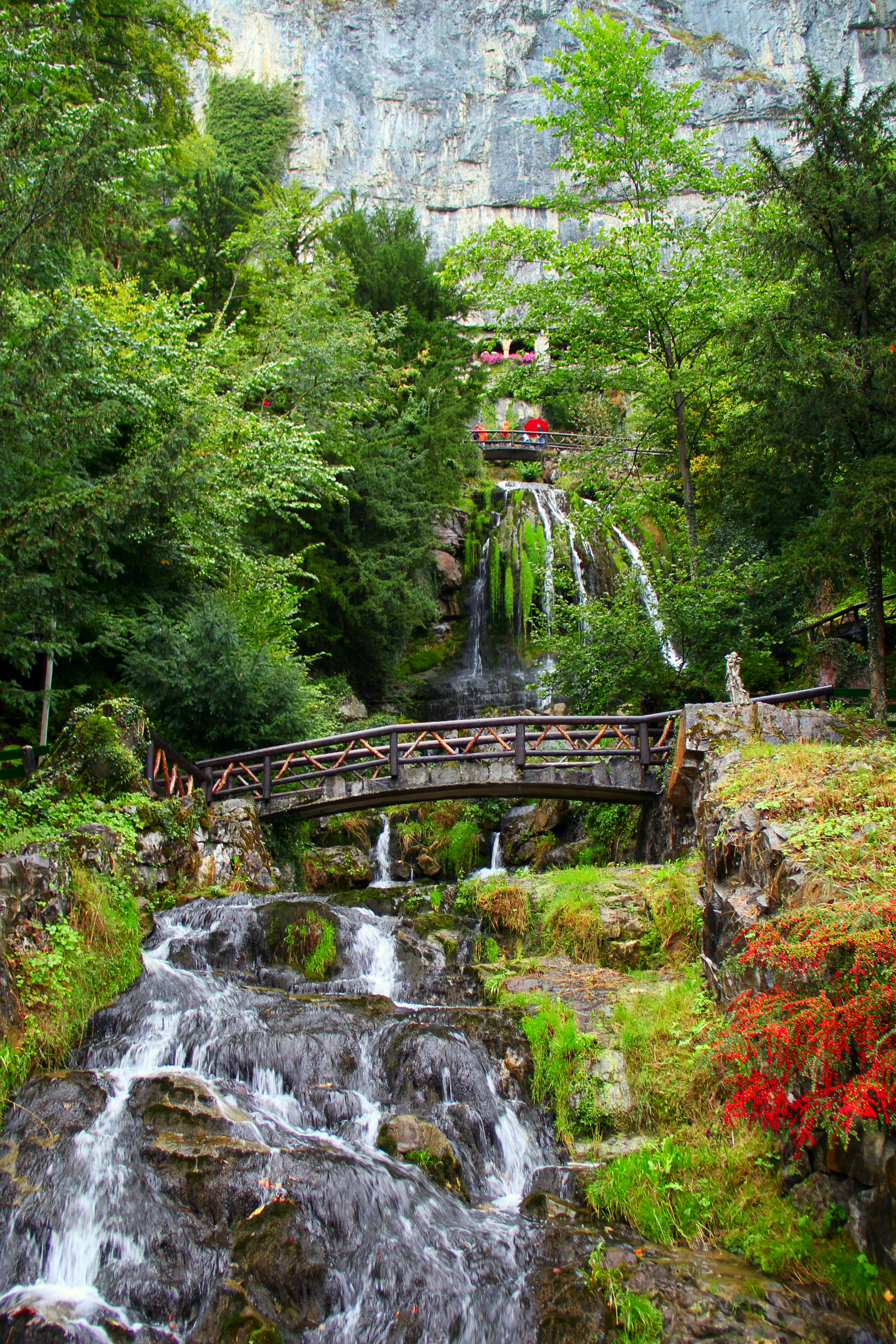
Монастырь, вид снизу
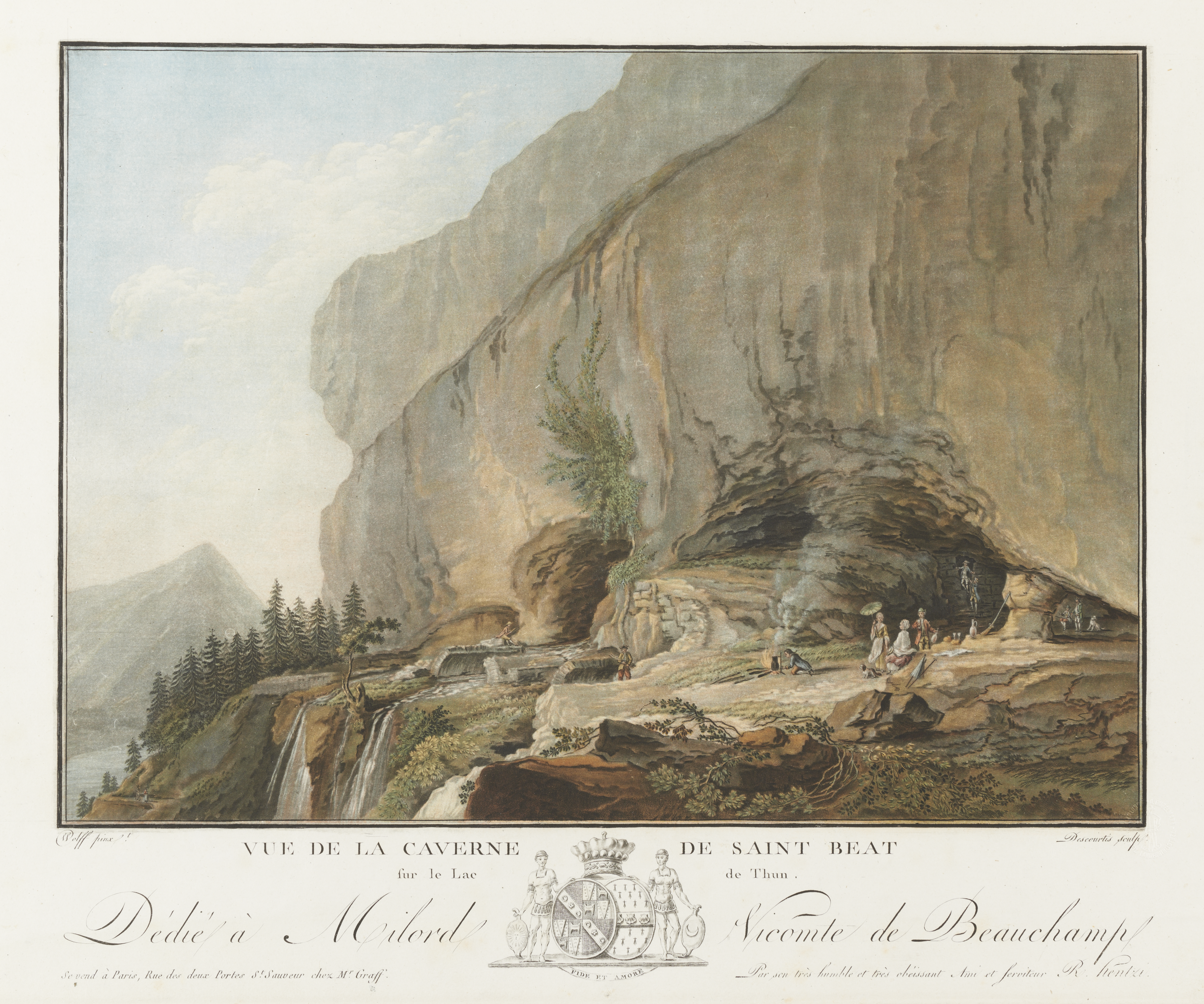
Беатовы пещеры, 1785